# Mythimnini
Mythimnini es una pequeña tribu de mariposas nocturnas dentro de la subfamilia Hadeninae. Como numerosos géneros de esta familia aún no han sido asignados a una tribu, la lista de géneros es preliminar.

## Géneros
- Analetia
- Anapoma
- Leucania
- Mythimna
- Senta
- Vietteania